# Heuchera orizabensis
Heuchera orizabensis är en stenbräckeväxtart som beskrevs av William Botting Hemsley. Heuchera orizabensis ingår i släktet alunrötter, och familjen stenbräckeväxter. Inga underarter finns listade i Catalogue of Life.